# 山姆·亨特
山姆·劳里·亨特（英語：Sam Lowry Hunt，1984年12月8日—）是美国歌手与词曲创作者。亨特出生于乔治亚州锡達敦。在高中时，他就参与了美式足球项目。大学期间直到2014年与MCA纳什维尔签约，他一度尝试成为一名专业的运动员。
在作为独唱歌手出名前，亨特曾为肯尼·切斯尼、凯斯·艾尔本、比利·克林頓和瑞芭·麦肯泰尔等歌手写歌。他的首张录音室专辑《蒙特瓦洛》于2014年发行，打破了诸多唱片记录。
自从职业生涯开始以来，亨特便以其突破性的艺术技巧迅速赢得了乡村音乐界内外的认可，他的歌曲合并了节奏布鲁斯和流行风格。他收获了许多奖项，包括全美音樂獎和鄉村音樂電視大獎，并获得了《公告牌》音乐奖和葛萊美獎的提名。

## 音乐作品
- 《蒙特瓦洛（英语：Montevallo (album)）》（2014年）
- 《南方（英语：Southside (Sam Hunt album)）》（2020年）